# Ivar Olsson
Albert Ivar Olsson, (Jönköping, 15 de marzo de 1883 – Estocolmo, 24 de noviembre de 1944 en , fue un ingeniero de minas sueco.
Olsson, hijo del jefe de correos Johan Albert Olsson y Maria Sjöstrand, se graduó de la Kungliga Tekniska högskolan en 1905, trabajó en Johnstown, Pensilvania, entre 1906 y 1908, en Bruselas entre 1908 y 1909, en Jernkontoret entre 1909 y 1910, fue asistente del gerente en Stora Kopparbergs Bergslags AB entre 1910 y 1915, jefe de la siderurgia Domnarvets entre 1916 y 1917, director en AB Svenska Finansinstitutet, director de Emissions AB Mercator entre 1919 y 1927, y director ejecutivo de Finspongs Metallverks AB entre 1927 y 1942. Fue miembro de la junta directiva de Vattenfallsstyrelsen en 1930, de la comisión económica ferroviaria estatal de 1919 y del comité aduanero de 1928. Fue elegido miembro de la Real Academia Sueca de Ciencias de la Ingeniería en 1935.